# Печёнкинское сельское поселение (Челябинская область)
Печёнкинское се́льское поселе́ние (Печёнкинское СП) — муниципальное образование в Еткульском районе Челябинской области Российской Федерации. В рамках административно-территориального устройства муниципальное образование  соответствует административно-территориальной единице Печёнкинский сельсовет.
Административный центр — деревня Печёнкино.

## История
Статус и границы сельского поселения установлены Законом Челябинской области от 16 ноября 2004 года № 310-ЗО «О статусе и границах Еткульского муниципального района и сельских поселений в его составе».

## Население
| 2002  | 2010  | 2011  | 2012  | 2013  | 2014  | 2015  |
| ----- | ----- | ----- | ----- | ----- | ----- | ----- |
| 1983  | ↗2210 | ↗2211 | ↗2221 | ↗2250 | ↗2295 | ↗2315 |
| 2016  | 2017  | 2018  | 2019  | 2020  | 2021  |       |
| ↘2302 | ↗2319 | ↘2295 | ↘2280 | ↗2285 | ↘2112 |       |

## Состав сельского поселения
| № | Населённый пункт | Тип населённого пункта          | Население |
| - | ---------------- | ------------------------------- | --------- |
| 1 | Журавлево        | деревня                         | ↗280      |
| 2 | Печенкино        | деревня, административный центр | ↗688      |
| 3 | Потапово         | деревня                         | ↗426      |
| 4 | Санаторный       | посёлок                         | →54       |
| 5 | Шеломенцево      | село                            | ↘301      |
| 6 | Шибаево          | село                            | ↗461      |